# Селчень (Васлуй)
Селчень, Селчені (рум. Sălceni) — село у повіті Васлуй в Румунії. Входить до складу комуни Покідія.
Село розташоване на відстані 214 км на північний схід від Бухареста, 64 км на південь від Васлуя, 121 км на південь від Ясс, 79 км на північний захід від Галаца.

## Населення
За даними перепису населення 2002 року у селі проживали 997 осіб, усі — румуни. Усі жителі села рідною мовою назвали румунську.